# Lüderich (Rösrath)
Lüderich ist ein Ortsteil der Stadt Rösrath auf dem Höhenzug Lüderich.

## Lage
Der Ortsteil liegt östlich der Bleifelder Straße, die Hoffnungsthal und Bleifeld miteinander verbindet. Westlich der Bleifelder Straße schließt direkt Blech an, dann folgt Hove.
Die Ortslage erstreckt sich entlang der sogenannten „Bergstraße“ (Berg 1 bis Bergstraße 56 sowie Straße „Lüderich“). Sie wird sowohl von der Stadt Rösrath als untere Bauaufsicht als auch dem Rheinisch-Bergischen Kreis als obere Bauaufsicht als im Zusammenhang bebauter Ortsteil gemäß BauGB angesehen.
Lüderich ist nicht in das ÖPNV-Netz angeschlossen.

## Wissenswertes
Der Bergbauweg, offiziell als „Streifzug #15“ geführt, ist ein 12 km langer ausgeschilderter Rundwanderweg, der vom Bahnhof Hoffnungsthal ausgehend auf zehn Stationen die Erinnerungen an den Bergbau am Lüderich verbindet. Den gleichnamigen Ortsteil berührt er nur kurz am östlichen Ortsende.